# Сельское хозяйство Албании

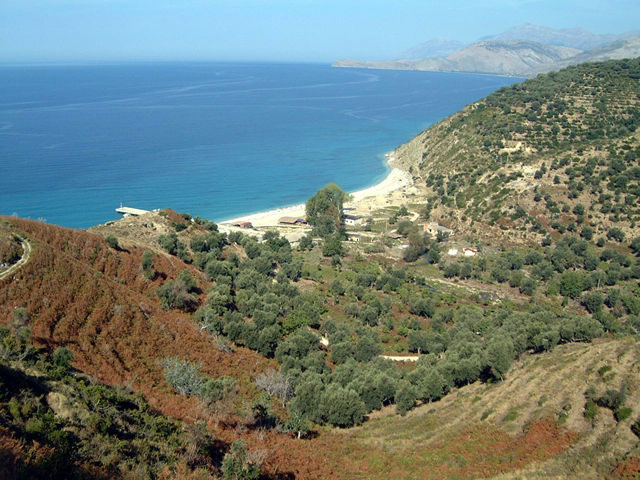
Албанская Ривьера славится своими оливковыми и цитрусовыми плантациями.

В сельском хозяйстве Албании задействовано 47,8 % населения и около 24,31 % территории. На долю сельского хозяйства приходится до 18,9 % ВВП страны.
Одна из самых древних ферм в Европе была найдена в юго-восточной Албании.

## Производство и экспорт

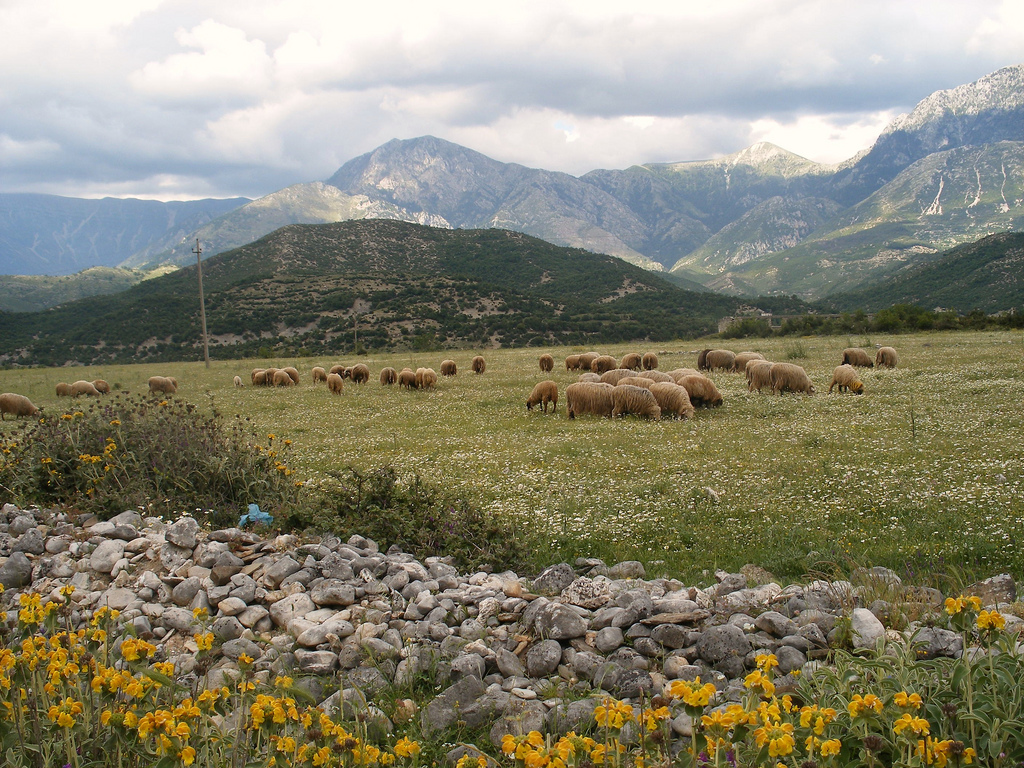
Овцы в Албании

Основные продукты сельского хозяйства в Албании: табак, инжир, оливки, пшеница, кукуруза, картофель, овощи, фрукты, сахарная свекла, виноград, мясо, мёд, молочные продукты, а также лекарственные и ароматические растения. На сельское хозяйство Албании приходится 18,9 % ВВП и большая часть экспорта. Тем не менее, оно представлено, преимущественно, небольшими семейными предприятиями и натуральным хозяйством, из-за недостатка современного оборудования, нечётких прав собственности и преобладания небольших, малопроизводительных участков земли. После 1990 года фрагментация земли, неопределённость землевладения, отсутствие государственных реестров и банковского кредитования и высокий НДС являются препятствиями на пути к современной аграрной индустрии.
Однако сельскохозяйственная сфера постепенно меняется с введением кооперативов, иностранных инвестиций, формализацией фермеров и строительства центров сбора и распределения.
Албания является 11-м по величине производителем оливкового масла.

## Лесное хозяйство

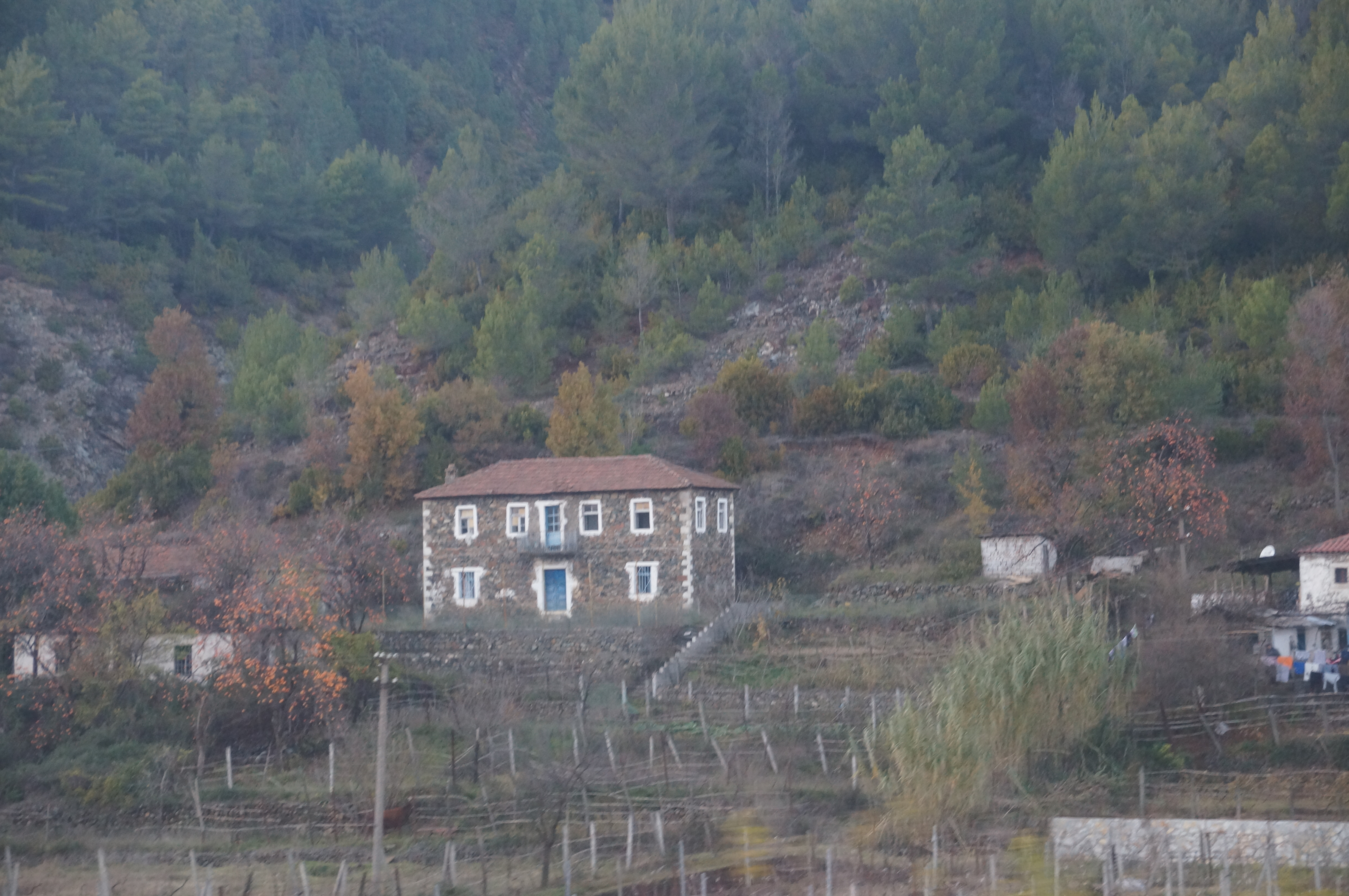
Сад рядом с башней — кулой в Северной Албании

В Албании есть почвы и климат, благоприятные для лесной промышленности. Многие из исторических лесов Албании были уничтожены в результате неэффективной лесозаготовительной деятельности и расширения территорий сельскохозяйственных угодий в 1990-х годах. Сегодня леса занимают около трети территории Албании и, благодаря соглашению с Италией и Всемирным банком, ведётся лесовосстановление.

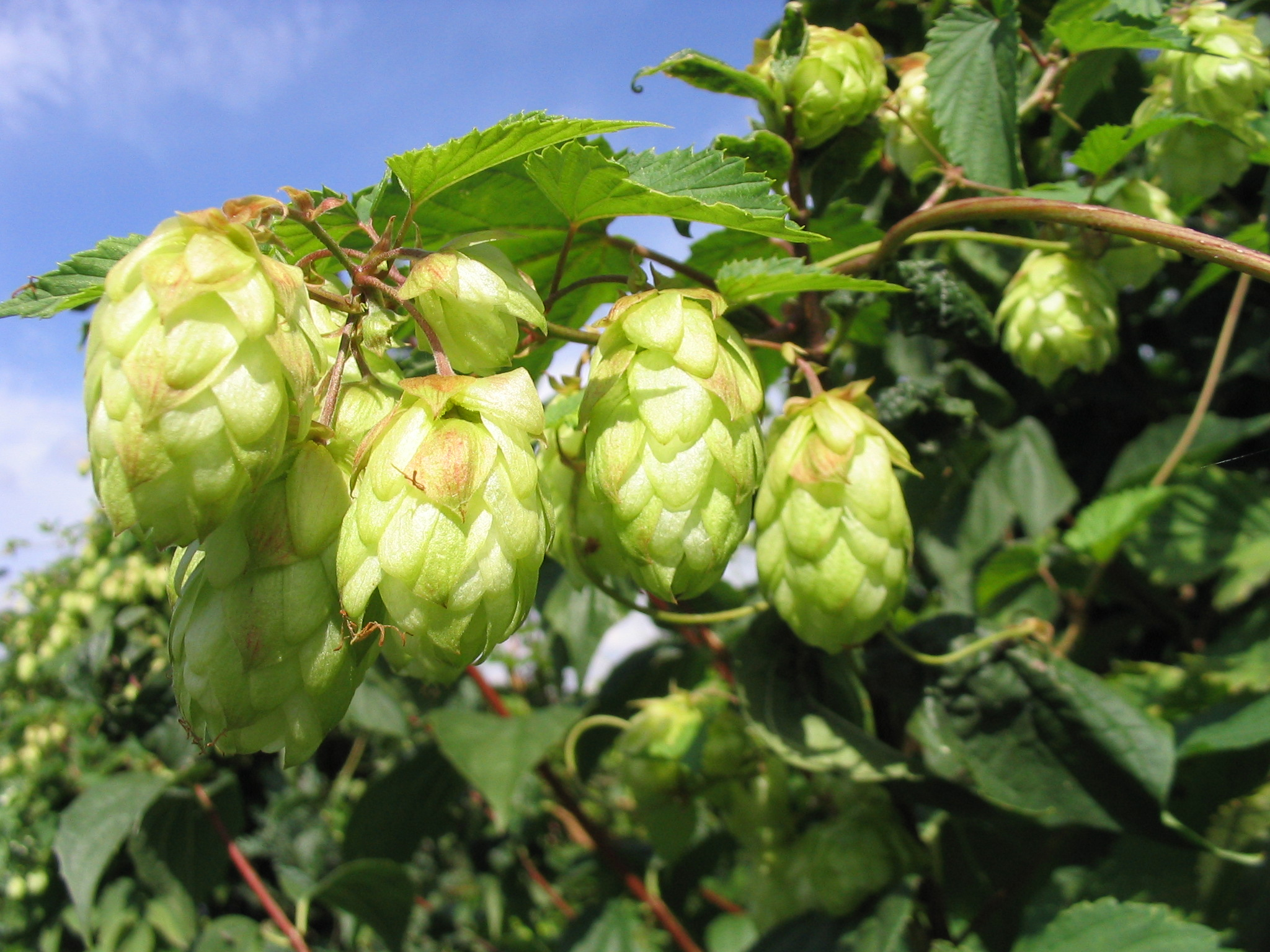
В 2013 году в 2014 году Албания стала 8-м крупнейшим производителем хмеля.

## Рыбная ловля
Албания находится на Ионическом и Адриатическом морях, что даёт ей большой потенциал для развития рыбной отрасли. По данным экономистов Всемирного банка и Европейского сообщества, рыбная промышленность Албании имеет большой потенциал, поскольку на близлежащих греческом и итальянском рынках цены значительно выше, чем в Албании.

## Международные рейтинги
| Растениеводство (общее производство)            | Место | Стран в списке |
| ----------------------------------------------- | ----- | -------------- |
| Сливы и тёрн[5] (Общий объем производства) 2014 | 31    | 85             |
| Виноград[6] (Общий объем производства) 2014     | 36    | 90             |
| Арбузы[7] (Общий объем производства) 2014       | 40    | 130            |
| Фрукты[8] (Общий объем производства) 2014       | 98    | 205            |
| Инжир[9] (Общий объем производства) 2014        | 11    | 52             |
| Огурцы[10] (Общий объем производства) 2014      | 39    | 133            |
| Помидоры[11] (Общий объем производства) 2014    | 56    | 170            |
| Овощи[12] (Общий объем производства) 2014       | 72    | 200            |